# Call of Duty : La Grande Offensive
 (décembre 2018).
Si vous disposez d'ouvrages ou d'articles de référence ou si vous connaissez des sites web de qualité traitant du thème abordé ici, merci de compléter l'article en donnant les références utiles à sa vérifiabilité et en les liant à la section « Notes et références ».
Call of Duty : la Grande Offensive (Call of Duty: United Offensive) est un jeu de tir à la première personne sorti en 2004 sur PC, et extension du jeu Call of Duty. Il a été développé par Gray Matter Studios (devenu Treyarch) et édité par Activision.

## Mode solo
À l'instar du précédent opus, Call of duty : la grande offensive se compose de 13 missions réparties en trois campagnes :
La première, américaine, où le joueur incarne le caporal Scott Riley sur un fond de contre-offensive des Ardennes, commence à Bastogne alors que la 101e division aéroportée est violemment prise d'assaut par l'infanterie et les blindés ennemis. Riley devra défendre âprement sa position puis reprendre les villages perdus au moyen d'embuscades musclées et nocturnes. S'ensuivront la prise de Foy, lancée depuis le bois Jacques, puis l'attaque du manoir de Noville et sa défense face aux tentatives de reprises ennemies. 
La seconde, britannique, débute dans un B-17 Flying Fortress, où le joueur incarne James Doyle, un mitrailleur de tourelle dorsale parti en mission de bombardement au dessus des Pays-Bas. L'avion étant régulièrement attaqué par les Messerschmitt Bf 109, Doyle doit reprendre les différents postes de ses équipiers morts ou blessés avant de déclencher le bombardement. Il n'a que le temps d'ouvrir son parachute car l'avion explose à ce moment. Suspendu par son parachute à un arbre alors qu'une patrouille allemande s'approche, il est sauvé par des résistants hollandais commandés par le major Ingram. À défaut de rentrer en Angleterre, il les aide à détruire un convoi ferroviaire en faisant sauter un pont. Dans la mission suivante, Doyle a intégré définitivement le SOE et a pour mission de détruire des canons côtiers en Sicile
Dans la dernière campagne, on incarne un soldat russe du nom de Yuri Petrenko. Elle débute de façon spectaculaire durant la bataille de Koursk. Yuri et ses camarades embarquent dans des camions à la sortie d'un train, immédiatement détruit par les bombardiers allemands. Pris pour cible par les avions durant leur trajet jusqu'aux tranchées, Yuri aperçoit des soldats russes courir à la mort suivis de plusieurs chars T-34 dans un chaos indescriptible. Aux tranchées, Yuri devra résister à de violent assauts d'infanterie, bombardiers et chars Ferdinand. Dans les missions suivantes, Yuri prend part à l'attaque d'une gare à Ponyri, à la plus grande bataille blindée de tous les temps à Koursk et la libération dans la violence de Kharkov. 

## Mode multijoueur
L'extension de Call of Duty possède quelques innovations :
- On y trouve des véhicules (qui n'étaient présents que sous forme de décor auparavant). Il est désormais possible de les conduire, ce qui permet de se déplacer rapidement sur le champ de bataille. Il est aussi possible d'utiliser les 88.

Il y a pour les Américains et les Anglais : les jeep Willys et les Chars Sherman. 
Pour les Russes : char T-34 et SU-152 et les jeep GAZ 67B
Pour les Allemands : les Horch, Panzer et les chars Elefant.
- 11 nouvelles cartes (Arnhem, Berlin, Cassino, Foy, Italy, Kharkov, Kursk, Ponyri, Rhinevalley, Sicily, Stanjel)
- 3 nouveaux modes de jeu (« capture de drapeau », « assaut de bases » et « domination »)
- 5 grades en fonction du score qui donne des avantages particuliers (les avantages se cumulent):
  - Soldat (score inférieur à 10), privilèges : aucun.
  - Caporal (score compris entre 10 et 19), privilèges : grenades et munition de pistolet supplémentaires.
  - Chef d'escouade (score compris entre 20 et 29), privilèges : jumelles.
  - Sergent (score compris entre 30 et 39), privilèges : Sac d'explosif.
  - Chef de section (score supérieur à 39), privilèges : Soutien d'artillerie (disponible par le biais des jumelles).
- il est également possible de courir, indisponible sur la version précédente.

## Jouabilité
Call of Duty: la Grande Offensive reprend le modèle de son prédécesseur.  Le joueur peut se tenir debout, accroupi ou couché. Il peut se servir d'un panel d'armes mais ne peut en transporter que deux, en plus d'un revolver et de grenades. La précision des tirs est altérée si le joueur se déplace en même temps qu'il tire et s'il tire en longues salves. Certaines mitrailleuses demandent à être déployées pour être utilisées et ne peuvent plus être déplacées dans cette position. Les canons de 88 sont également utilisables. Nouveauté, le joueur peut tirer depuis les mitrailleuses de jeeps, bombardiers B17 Flying Fortress ou les canons automatiques de vedettes côtières.
Le scénario est plus court que l'opus précédent et est basé sur une action beaucoup plus forte, presque sans temps morts. Les assauts sont permanents et la mise en scène, très scriptée et laissant peu de liberté au joueur, est violente et brutale, surtout pour la campagne soviétique.
Par ses scènes d'action, le jeu rappelle la série Freres d'armes pour l'assaut sur Foy, le film Memphis Belle pour le début de la campagne anglaise lorsqu'un incarne un mitrailleur de bombardier ainsi que Les Canons de Navarone pour l'assaut de la côte scicilienne.

## Armes
De nombreuses armes sont présentes dans le jeu pour chacune des factions incarnées ainsi que celles des ennemis.  Le joueur peut en posséder deux, à additionner d'un pistolet et de grenades
Américaines :
- M1 Garand
- Thompson (pistolet-mitrailleur)
- Springfield M1903
- Browning BAR M1918
- Browning M2
- Bazooka

Anglaises :
- Sten
- Lee Enfield n° 4

Soviétiques :
- PPSh-41
- Mosin-Nagant
- Tokarev TT 33
- SVT-40

Allemandes
- Sturmgewehr 44
- Maschinengewehr 42
- Maschinengewehr 34
- Maschinenpistole 40
- Luger P08
- Walther G43
- Fallschirmgewehr 42
- Panzerschreck
- Panzerfaust